# Masahide Hiraoka
Masahide Hiraoka (japanisch 平岡 将豪 Hiraoka Masahide; * 12. Mai 1995 in der Präfektur Fukuoka) ist ein japanischer Fußballspieler.

## Karriere
Hiraoka erlernte das Fußballspielen in JFA Academy Fukushima. Seinen ersten Vertrag unterschrieb er 2014 bei AC Nagano Parceiro. Der Verein spielte in der dritthöchsten Liga des Landes, der J3 League. Im Juli 2015 wurde er an den Azul Claro Numazu ausgeliehen. 2016 kehrte er zu AC Nagano Parceiro zurück. Im Juni 2016 wurde er an den Iwaki FC ausgeliehen. Nach Ende der Ausleihe wurde er von Iwaki fest verpflichtet. 2021 wurde er mit Iwaki Meister der Liga und stieg in die dritte Liga auf. Nach dem Aufstieg verließ er den Verein und schloss sich dem Fünftligisten BTOP Thank Kuriyama an. Mit dem Verein spielte er zehnmal in der Hokkaido Soccer League. Nach einer Spielzeit wechselte er zum Fünftligisten Tochigi City FC. Mit dem Verein aus Tochigi spielte er in der Kantō Soccer League. 2023 wurde er Vizemeister der Kantō Soccer League und qualifizierte sich für die Japanese Regional Football Champions League. Hier wurde man erster und stieg in die vierte Liga auf. Am Ende der Spielzeit 2024 feierte er mit Tochigi die Meisterschaft und stieg in die dritte Liga auf.

## Erfolge
Iwaki FC
- Japanischer Viertligameister: 2021  ▲

Tochigi City FC
- Japanischer Viertligameister: 2024  ▲
- Japanese Regional Football Champions League: 2023  ▲